# Künga Nyingpo (37e sakya trizin)
Künga Nyingpo (1850-1899) was van 1883 tot 1899 de zevenendertigste sakya trizin, de hoogste geestelijk leider van de sakyatraditie in het Tibetaans boeddhisme.